# Sejm 1735
Zasugerowano, aby zintegrować ten artykuł z artykułem Sejm zwyczajny pacyfikacyjny 1735. Nie opisano powodu propozycji integracji.
Sejm zwyczajny 1735 – sejm pacyfikacyjny mający zakończyć wojnę domową po śmierci Augusta Mocnego (wojna o sukcesję polską). Zwołany 27 lipca, obradował od 27 września do 8 listopada. Marszałkiem był Antoni Józef Poniński. Obrady zerwali stronnicy Stanisława Leszczyńskiego.
Był to podobno jedyny sejm, który zniszczono z dość racjonalnych i niepodłych. pobudek. Dopóki naród walczył o prawną elekcję Stanisława, trudno było iść na rękę Augustowi, który wstąpił na tron „przez gwaty, zabójstwa, krew i ruiny".
Nowego króla uznał ostatecznie sejm pacyfikacyjny (1736).